# گمینا وسه
گمینا وسه (به لهستانی:  Gmina Łyse) یک گمینا در لهستان است که در شهرستان اوستروونکا واقع شده‌است. گمینا وسه ۲۴۶٫۴۵ کیلومتر مربع مساحت و ۸٬۳۹۴ نفر جمعیت دارد.